# Sân bay Tjilik Riwut
Sân bay Tjilik Riwut (IATA: PKY, ICAO: WAOP), cũng gọi là Sân bay Panarung, là một sân bay ở Palangkaraya, Trung Kalimantan, Indonesia.

## Các hãng hàng không và các điểm đến
- Batavia Air (Jakarta, Surabaya)[3]
- Garuda Indonesia (Jakarta) (starts Aug 17, 2007)[4]
- Sriwijaya Air (Jakarta)